# كلب حراسة (حيوان)
كلب الحراسة (بالإنجليزية: Guard dog)‏ يعتبر الطريقة المثالية قديماً في الحفاظ على الممتلكات سواءً كانت من المواشي أو غيرها. وفي الوقت الحالي لم يعد وجودها ملاحظا مثل السابق بسبب تعدد أساليب الحماية الحديثة كأجهزة الإنذار والحراس وغيرهما.

## أشهر أنواع كلاب الحراسة
- الجيرمان شيبرد أو كلب الراعي الألماني (بالإنجليزية: german shepherd)‏

البلد : ألمانيا
الارتفاع : من 55 إلى 60 سم
الوزن : 30 إلى 50 كيلوجرام

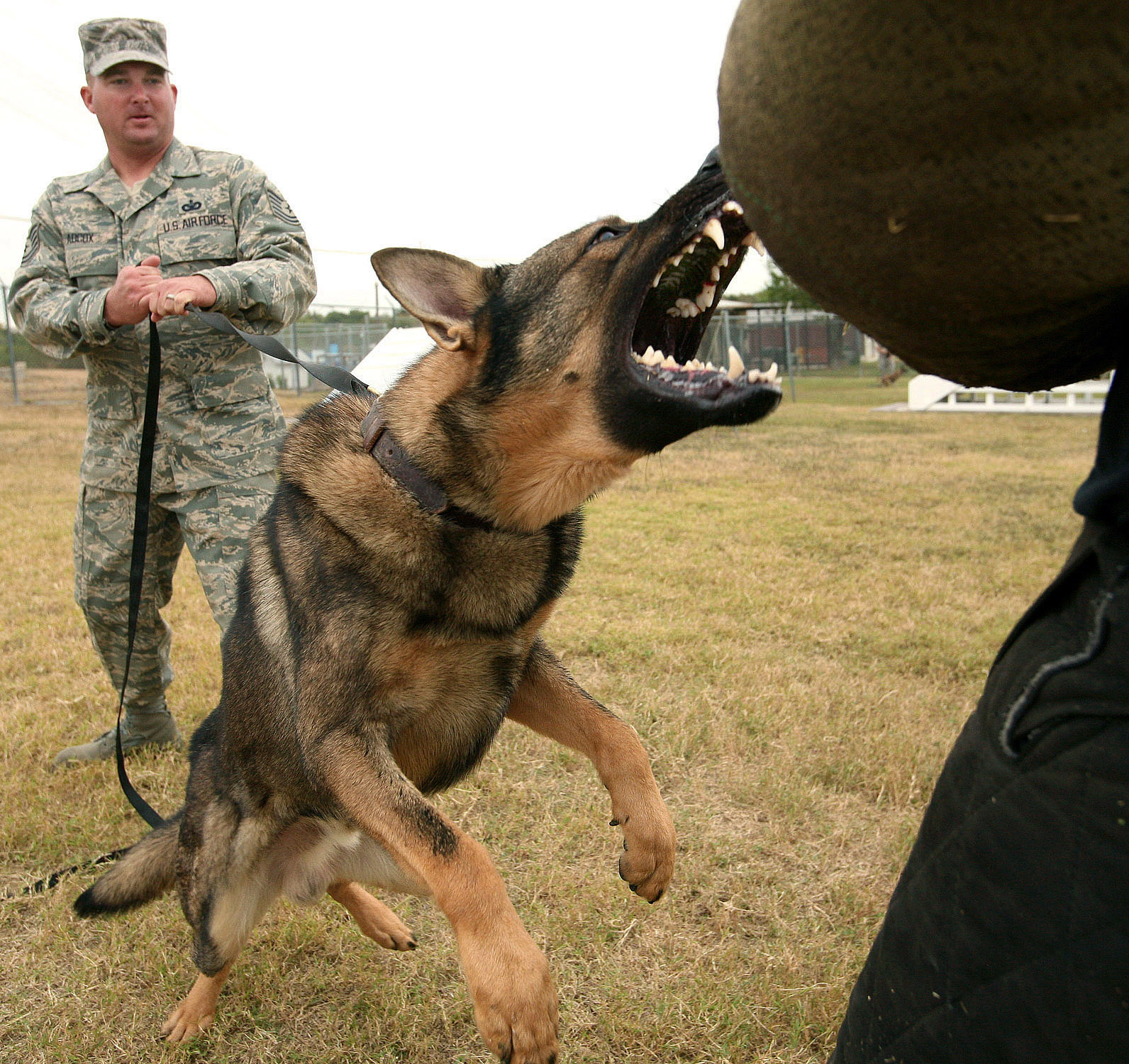
كلب الراعي الألماني.

اللون : أسود، أسود + بني مصفر، أبيض.
الميزة : كلب ذكى وسريع الأستيعاب، حارس جيد، يصلح لجميع المهام والأعمال، سهل الترويض.
- الدانماركي العظيم (بالإنجليزية: great dane)‏

البلد : ألمانيا
الارتفاع : يصل إلى 100 سم
الوزن : يصل إلى 100 كيلوجرام تقريبا
اللون : له عدة ألوان
الميزة : يعتبر من أكبر الكلاب في العالم، حارس مخلص وقوي.
- مالينو (بالإنجليزية: malinois)‏

البلد : بلجيكا
الارتفاع : من 54 إلى 60 سم
الوزن : أوزان مختلفة
اللون : بني، بني فاتح بمقدمة وجه سوداء
الميزة : قوي، شجاع، مرن، حارس مثالي.
- بوكسر (بالإنجليزية: boxer)‏

البلد : ألمانيا
الارتفاع : من 60 إلى 75 سم
الوزن : من 24 إلى 35 كيلوجرام
اللون : أسمر مائل إلى الصفرة، عدة ألوان
الميزة : ذكي، مندفع، شجاع، قوي، صلب، حارس مخلص.
- بول ماستف (بالإنجليزية: bullmastiff)‏

البلد : بريطانيا
الارتفاع : 70 سم
الوزن : 65 كيلوجرام
اللون : ألوان فاتحة
الميزة : ضخم، شجاع، شرس وقوي.
- الدوبرمان (بالإنجليزية: dobermann)‏ و بالمغربية (أسلوگية)التي تتجول كتيرا في المغرب خصوصا لدى البنات

البلد : ألمانيا
الارتفاع : من 60 إلى 70 سم
الوزن : 25 كيلوجرام
اللون : أسود + بني

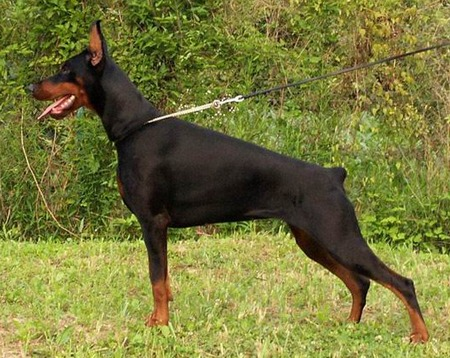
دوبرمان.

الميزة : ذكاء حاد، اخلاص مستميت، عدوانية فائقة تجاه الغريب، مطيع.
- البوردوكس (بالإنجليزية: dogue de bordeaux)‏

البلد : فرنسا
الارتفاع : 54 إلى 68 سم
الوزن : 50 كيلوجرام تقريبا
اللون : أسمر مائل للصفرة قليل
الميزة : مدافع شرس يستخدم في مجال الشرطة في فرنسا.
- روت وايلر (بالإنجليزية: rotweiler)‏

البلد : ألمانيا
الارتفاع : من 60 إلى 65 سم
الوزن : من 24 إلى 32 كيلوجرام
اللون : أسود، أسود + بني فاتح
الميزة : قوي، عنيف وشرس، مدافع، عنيد، حارس مثالي.
- اوفتشاركا (بالإنجليزية: Ovcharka)‏

البلد : روسيا
الارتفاع : من 64 إلى 78 سم
الوزن : من 46 إلى 73 كيلوجرام
اللون : متعدد الألوان، أبرزها الأبيض والبني
الميزة : ضخم، هجومي جدا وشرس، مدافع شديد. حارس متفاني.
- كلـب جبال البرانس

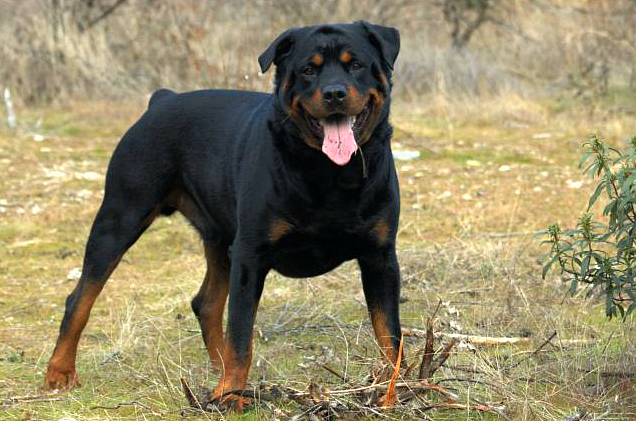
روت وايلر

كلـب جبال البرانس أو (كلب البرانس الجبلي) سلالة أمريكية، كبير وحارس جيد
مطيع لصاحبه وحظر جداً من الغرباء. يقدر وزنه من 45 إلى 73 كيلوجرام.
مميزاته : شجاع، مطيع جداً، يضحي بنفسه من أجل صاحبه.
خلال الحرب العالمية أستخدمت هذه الكلاب في عملية نقل المدفعية من أسبانيا إلى فرنسا عبر جبال البرانس.
- كلب الجبال السويسرية

كلـ ـب الجبال السويسرية (جريت سويس ماونتن) هو كلـ ـب ضخم، عضلي وذو ثلاثة ألوان
فصيلة سويسرية، حجمها من 60 إلى 70 كيلوجرام، لديها غريزة حازمة وقوية.
تدريبها مهم جداً.
- كلب الحراسة الروسي The Moscow Watchdog

كلب حراسة روسي، وهي سلالة جديدة نسبياً حيث تم تهجينها بعد الحرب العالمية الثانية. مطيع للأوامر، حذر، مطلوب بشدة من قبل مربي الكلاب
- كلب الكوموندور Komondor تعتبر هذه السلالة من الكلاب الشجاعة، ولها استقلال في التفكير ، ووفائه، وأكثر نشاطاً ممّا يبدو من مظهره الخارجيّ، وتم استخدامه لرعي الأغنام في السهول[5]